# Fiódor Dan

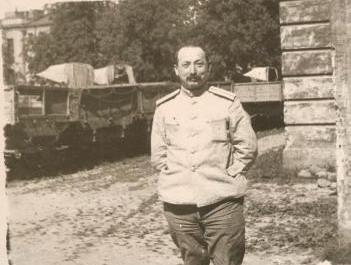
Dan en 1917.

Fiódor Ilich Dan (en ruso: Фёдор Ильич Дан, 1871-1949), dirigente menchevique ruso, miembro del Sóviet de Petrogrado.

## Comienzos
Nació en el seno de una familia judía en San Petersburgo. Su apellido real era Gúrvich (en ruso: Гу́рвич). Estudió medicina. A una edad temprana se unió a la Liga de Lucha para la Emancipación de la Clase Obrera. Fue arrestado en 1896 y desterrado en Oriol durante tres años. Tras su regreso, se unió al Partido Obrero Socialdemócrata Ruso y viajó a Londres para asistir al Segundo congreso del partido en 1903. Allí, Dan se alineó con Yuli Mártov, quien prefería tener un partido grande de activistas en lugar de la idea de Lenin de un partido más pequeño formado por revolucionarios profesionales. Dan ayudó a Mártov a formar la facción de los mencheviques. Defendió, junto con otros dirigentes socialistas, posturas extremas durante el periodo posterior a la Revolución de 1905, oponiéndose a la alianza política con las fuerzas burguesas opuestas a la autocracia zarista, postura que más tarde rectificó.
Regresó a Rusia en 1912. En 1913 y 1914, participó en el parlamento como diputado, esperando lograr la alianza con los liberales que en 1907 no se había logrado.

## La guerra mundial

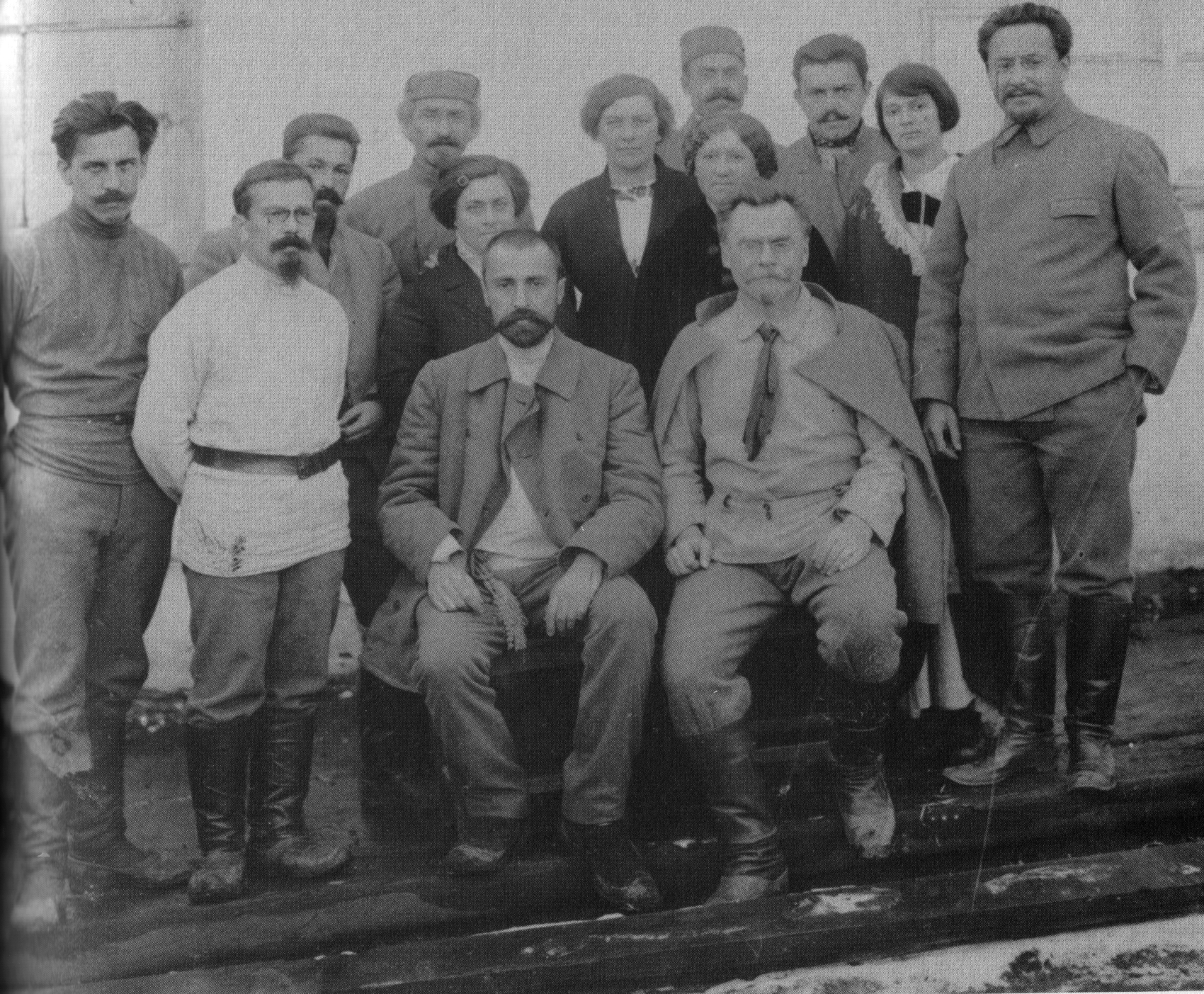
Socialistas en Irkutsk, en el exilio interior. Entre ellos, de izda. a dcha: Fiódor Dan, Irakli Tsereteli, Vladímir Voitinski y Abraham Gots. 1914-1915

Ante el chovinismo que se desató entre la burguesía al estallar la Primera Guerra Mundial Dan comenzó a desesperar de poder lograr el pacto de socialistas y liberales contra el gobierno imperial. Tampoco veía, a diferencia de su correligionario Irakli Tsereteli al campesinado como una fuerza favorable a la revolución, postura que compartía con la mayoría de los dirigentes mencheviques rusos. Ya en 1916 sostuvo que los posibles cambios en Rusia habrían de venir de la mano únicamente del proletariado.
En San Petersburgo, editó publicaciones mencheviques hasta que fue exiliado a Minusinsk tras el inicio de la Primera Guerra Mundial. Fue liberado en 1915 cuando fue alistado en el Ejército en calidad de cirujano y enviado a Irkutsk.

### El periodo del Gobierno Provisional
Regresó a Petrogrado tras la Revolución de Febrero y defendió el papel de los mencheviques en el Gobierno provisional de 1917. También apoyó la continuación de la guerra contra Alemania y Austria. Tras el aplastamiento de la revuelta apoyada por el ala radical del partido bolchevique en julio, En 1917 lideró a los mencheviques en el presidium del Sóviet de Petrogrado. 
Dan participó en la reunión del Comité Ejecutivo Nacional Soviético que condenó la acción de los bolcheviques como impulsora de la revuelta, favorecedora de los elementos contrarrevolucionarios y culpable en parte de las derrotas en el frente. Dan mantenía una postura de centroizquierda, contraria a la imposición de sanciones a los bolcheviques y sus seguidores defendida por otros destacados dirigentes socialistas como Irakli Tsereteli, creyendo exagerada la amenaza bolchevique y considerando que aquellas reforzarían la posición de Lenin como víctima del gobierno. Logró, sin embargo, que el Comité aprobase una resolución de apoyo incondicional al gobierno (9 de julio de 1917) para que aplastase cualquier intento de contrarrevolución y anarquía, propuesta que no contó con el apoyo de los delegados bolcheviques ni de las facciones más izquierdistas de los mencheviques (mencheviques internacionalistas) y socialrevolucionarios ("socialrevolucionarios de izquierda").
En otra reunión del Comité a la asistió Aleksandr Kérenski por primera vez como primer ministro  (13 de julio de 1917) defendió con éxito la suspensión del Comité de los miembros acusados de participar en la revuelta de julio, calificó la huida de Lenin de "absolutamente intolerable" y animó al gobierno a utilizar los poderes concedidos en su anterior resolución en el Comité.
Tras el fracasado intento de golpe militar contrarrevolucionario de Lavr Kornílov en agosto el apoyo de Dan al gobierno de coalición entre socialistas moderados y partidos burgueses menguó.

### La Revolución de Octubre
Desde la formación del Preparlamento a comienzos de octubre, que debía dar paso a la asamblea constituyente tras las elecciones correspondientes, Dan defendió junto con otros dirigentes mencheviques y social-revolucionarios la creación de un nuevo gobierno exclusivamente socialista que llevase a cabo las reformas postergadas por los gobiernos de coalición y diese así satisfacción a las demandas de la población.
En octubre, durante la ausencia de Tsereteli, que se hallaba en Georgia convaleciente, Fiódor Dan y otros dirigentes mencheviques se aliaron con la facción internacionalista para cambiar el comité central del partido, que entonces quedó dividido entre una mayoría internacionalista (opuesta a la continuación de la guerra) y una minoría "defensista". La aparente amplia mayoría "defensista" anterior desapareció.
Se opuso a la Revolución de Octubre y ya, en mitad de las acciones de los bolcheviques que acabarían con el derrocamiento del Gobierno provisional ruso (24 de octubrejul./ 6 de noviembre de 1917greg.), expresó su condena de las acciones de aquellos en el Preparlamento, reclamando a la vez al gobierno una política ambiciosa e inmediata de reformas que reforzase la posición del ejecutivo y atrajese a las masas que en aquellos momentos respaldaban a los bolcheviques por su programa de reformas radicales. Dan creía que el enfrentamiento entre el gobierno y los bolcheviques sólo favorecería a los enemigos de la revolución. Su propuesta, aprobada por escasa mayoría en el Preparlamento, fue rechazada por Kérenski, que afirmó ser capaz de aplastar a los bolcheviques por sus propios medios. Dan, apreciando correctamente la debilidad del gobierno y su incapacidad militar de aplastar a los bolcheviques, confiaba en que las medidas políticas que había logrado aprobar en el Preparlamento debilitarían a los radicales bolcheviques, reforzarían a los más moderados, partidarios de un gobierno de todos los partidos socialistas, y calmarían a las masas.
Durante el Segundo Congreso Panruso de los Soviets, que comenzó el 25 de octubrejul./ 7 de noviembre de 1917greg. en medio del asalto bolchevique contra el Gobierno Provisional, perdió su puesto en la dirección del Comité Ejecutivo gracias a la radicalización de los delegados, en los que los bolcheviques y socialrevolucionarios de izquierda contaban con mayoría absoluta. Los dirigentes socialistas moderados dejaron paso a otros bolcheviques y social-revolucionarios de izquierda, como Trotski o Zinóviev.
Formó parte del pequeño grupo opositor en la Asamblea Constituyente Rusa que se reunió a principios de 1918. Tras su ilegalización en 1918, Dan siguió denunciando la pérdida de libertades políticas, vinculando el bolchevismo con el bakuninismo.

## Exilio
Fue arrestado en 1921 y exiliado. Cuando la Unión Soviética fue atacada en 1941, Dan dio su apoyo al régimen. En su libro Los orígenes del bolchevismo (1943), argumentó que el bolchevismo era el portador del socialismo, aunque seguía defendiendo la causa de la liberalización política en la Unión Soviética.
Dan murió en la ciudad de Nueva York, en los Estados Unidos. 